# 大阪市立住吉第一中学校
大阪市立住吉第一中学校（おおさかしりつ すみよしだいいちちゅうがっこう）は、大阪市住之江区にある公立中学校。

## 概要
学制改革に伴って新設された新制中学校のひとつとして、1947年に現在地に創立した。学校敷地は、高等科のみを単独設置していた旧制西粉浜国民学校の敷地を転用した。
高校教員を講師に招いての高校体験授業や、社会人講師を招いての体験学習を積極的に実施している。また校区内の小学校6年生を対象とした出前授業をおこなっている。
校名の「住吉第一」については、学制改革と同時に創立した大阪市立中学校については「行政区名＋番号」の仮称で出発したという背景に基づいて、「住吉区（当時の行政区）＋番号」に由来している。1949年には大阪市立中学校について地名などを取り入れた名称へと変更するという方針が出され、ほとんどの市立中学校では名称が変更された。しかし当校では仮称をそのまま正式名称として取り入れ、名称を変更せずに現在に至っている。このことについて大阪市教育センターの研究によると「ナンバー・スクールへの郷愁からそのままにしたものと推定される」としている。

## 沿革

### 年表
- 1947年4月1日 - 大阪市立住吉第一中学校として現在地に開校。当初の校区は、粉浜・加賀屋・東粉浜の3小学校区。
- 1947年4月21日 - 開校式。
- 1948年4月 - 校区の一部（東粉浜小学校区）を、新設の住吉第五中学校（現在の大阪市立住吉中学校）に分離。
- 1951年 - 分校を設置。
- 1953年 - 分校が大阪市立加賀屋中学校として分離独立。これに伴い加賀屋地区を加賀屋中学校校区に変更。
- 1959年3月 - 校歌制定。
- 1974年7月22日 - 分区により所在地が住之江区に変更される。

## 主な出身者
- 河合奈保子（歌手）
- コカドケンタロウ（ロッチ）
- 福田麻貴（3時のヒロイン）

## 通学区域
- 大阪市立粉浜小学校・大阪市立北粉浜小学校の通学区域

大阪市住之江区 粉浜、粉浜西、浜口東1丁目、浜口西1丁目。

## 交通
- Osaka Metro四つ橋線 玉出駅 南西へ約300m（徒歩約5分）。
- 南海本線 粉浜駅 北西へ約700m（徒歩約10分）。
- 大阪シティバス 回生橋バス停。